# Vallvidrera, Tibidabo i les Planes
Tibidabo-Vallvidrera-Les Planes este un cartier din districtul 5, Sarrià-Sant Gervasi, al orașului din Barcelona.